# Parti des démocrates-chrétiens estoniens
Le Parti des démocrates-chrétiens estoniens (Erakond Eesti Kristlikud Demokraadid) est un parti politique estonien fondé en 1998 sous le nom de Parti chrétien populaire estonien (Eesti Kristlik Rahvapartei), de tendance conservatrice et eurosceptique, membre du Mouvement politique chrétien européen et présidé par Aldo Vinkel. Il adopte son nom actuel en 2006.

## Résultats électoraux
- Élections parlementaires en 2007 : 9 443 voix et 1,7 %.
- Élections européennes en 2009 : 1 715 voix et 0,43 %.